# 顿吉·索朗多吉
顿吉·索朗多吉（1914年—1977年）藏族，西藏日喀则人，中华人民共和国政治人物。

## 生平
1951年西藏和平解放后，顿吉·索朗多吉拥护中国共产党的领导，拥护《十七条协议》。后来，他曾任西藏自治区政协第一届委员会委员。1964年，詹东·计晋美、恩久·洛桑群培、顿吉·索朗多吉受到了「错误处理」。
1977年，顿吉·索朗多吉病逝，享年63岁。
1980年，詹东·计晋美、恩久·洛桑群培、顿吉·索朗多吉被中共宣布「平反」，并补开追悼会。